# Kelsey Mitchell
Kelsey Mitchell (n. 26 noiembrie 1993, Brandon⁠(d), Manitoba, Canada) este o ciclistă de performanță ce a reprezentat Canada, medaliată olimpică. A participat la o ediție a Jocurilor Olimpice (2020) în care a câștigat o medalie de aur.